# 日本とルワンダの関係
日本とルワンダの関係（にほんとルワンダのかんけい、ルワンダ語: Umubano hagati yUbuyapani nu Rwanda、フランス語: Relations entre le Japon et le Rwanda、英語: Japan-Rwanda relations、スワヒリ語: Uhusiano kati ya Japan na Rwanda） では、日本とルワンダの関係について概説する。日本とルワンダ共和国の関係とも。ルワンダ内戦終結以降、平和的かつ友好的な関係が続いている。

## 両国の比較
|                   | ルワンダ                              | 日本                            | 両国の差                  |
| ----------------- | ------------------------------------- | ------------------------------- | ------------------------- |
| 人口              | 1425万2209人（2024年）                | 1億2488万人（2024年）           | 日本はルワンダの約8.8倍   |
| 国土面積          | 2万6300 km2                           | 37万7972 km2                    | 日本はルワンダの約14.4倍  |
| 人口密度          | 514人/km2（2024年）                   | 328人/km2（2024年）             | ルワンダは日本の約1.5倍   |
| 首都              | キガリ                                | 東京都                          |                           |
| 最大都市          | キガリ                                | 東京都区部                      |                           |
| 政体              | 大統領制 共和制                       | （民主制）議院内閣制            |                           |
| 公用語            | ルワンダ語 フランス語 英語 スワヒリ語 | 日本語（事実上）                |                           |
| 通貨              | ルワンダ・フラン                      | 日本円                          |                           |
| 国教              | なし                                  | なし                            |                           |
| 人間開発指数      | 0.532                                 | 0.919                           |                           |
| 民主主義指数      | 3.16                                  | 7.99                            |                           |
| GDP（名目）       | 141億9700万米ドル（2023年）           | 4兆2130億1524万米ドル（2023年） | 日本はルワンダの約481.5倍 |
| 一人当たり名目GDP | 797.9米ドル（2020年）                 | 39,538.9米ドル（2020年）        | 日本はルワンダの約49.6倍  |
| GDP（購買力平価） | 293億1179万米ドル（2019年）           | 5兆5043億3091万米ドル（2019年） | 日本はルワンダの約187.8倍 |
| 一人当たり実質GDP | 2,321.4米ドル（2019年）               | 43,593.5米ドル（2019年）        | 日本はルワンダの約18.8倍  |
| 経済成長率        | 9.5%（2019年）                        | 0.3%（2019年）                  |                           |
| 軍事費            | 1億4302万1891米ドル（2020年）         | 491億4855万米ドル（2020年）     | 日本はルワンダの約343.6倍 |
| 地図              |                                       |                                 |                           |

## 歴史
1962年7月、ベルギーから独立したルワンダを日本は国家承認し、直後に外交関係を樹立した。しかし、独立直後はフツ族とツチ族の対立が激しかったため治安の関係上交流は少なく、ゆえに大使館は未設置であった。1993年にようやくナイロビにある在ケニア日本国大使館がルワンダの兼轄を始めた。ルワンダ紛争終結後、ルワンダは「アフリカの奇跡」「ルワンダの奇跡」などと呼ばれる高度経済成長を経験し、ゆえに日本と経済的な交流が増加。それに伴って2010年1月には首都キガリに在ルワンダ日本国大使館が開館した。一方のルワンダは1979年5月に東京に駐日ルワンダ大使館を開設、2000年9月に閉鎖されたが2005年1月に再開している。
またルワンダ内戦終結後において、日本は国際平和協力法に基づいて自衛隊を派遣し、積極的にルワンダ支援を実施した経緯がある。ルワンダ大虐殺後に国外に避難したルワンダ難民を支援するため、1994年の9月から12月にかけて、ザイール共和国（当時、現コンゴ民主共和国）のゴマ等に約400名の難民救援隊・空輸隊等を派遣していた。 
この他、1964年から1971年まで世界銀行副総裁の服部正也氏がルワンダ中央銀行の総裁として技術援助計画を行っている。

## 外交

### 二国間関係
ルワンダ内戦終結後、ルワンダはツチ族かフツ族かを示す身分証明書を廃止するなどして自由主義や人権の尊重といった価値観を、さらには市場経済を活性化させて資本主義といった価値観を日本とともにしており、ゆえに二国間関係は友好的なものとなっている。さらにはルワンダがアフリカ有数のIT立国となりキガリがアフリカ有数の世界都市になるなど経済的重要性が高まっており、経済的な結びつきも年々強まっている。
政治的には2009年にはボツワナで中曽根弘文とローズマリー・ムセミナリが外相会談を実施。2018年にマプトで河野太郎とルイーズ・ムシキワボが外相会談を実施。2021年6月にはイタリアで茂木敏充とヴィンセント・ビルタが外相会談を実施。同年8月には2022年チュニジアで開催予定の第8回アフリカ開発会議に向けて電話外相会談も実施された。いずれも友好的な交流である。

### 日本要人のルワンダ訪問
ルワンダ内戦終結後、21世紀に入るとルワンダは「アフリカの奇跡」とも呼ばれる高度経済成長を経験した。それに伴い日本との経済的な結びつきが強まったことから、21世紀になってから日本要人のルワンダ訪問が増加している。
| 年月       | 日本の要人             | 詳説 |
| ---------- | ---------------------- | --- |
| 2005年10月 | 逢沢一郎外務副大臣     | スイス、ケニアと並んでルワンダを訪問。日本要人としては23年ぶりのルワンダ訪問であり、また外務副大臣としては初めての訪問であった。 |
| 2009年6月  | 橋本聖子外務副大臣     | ウガンダと並んで官民の観光関係者から成る事前調査ミッションの団長としてルワンダを訪問。 |
| 2014年8月  | 石原宏高外務大臣政務官 | エチオピア、タンザニアと並んでルワンダを訪問。 |
| 2018年7月  | 堀井学外務大臣政務官   | アフリカ貿易・投資促進官民合同ミッションの団長として堀井学がザンビアおよびルワンダを訪問。 |
| 2019年3月  | 山田賢司外務大臣政務官 | マダガスカルおよびルワンダを訪問。キガリ近郊にあるニャマタ虐殺記念館を訪問し献花を行う、第7回アフリカCEOフォーラムへ出席する、ルワンダ外相リチャード・セジベラやインフラ相クラヴェール・ガテテ、ICT・イノベーション大臣のポーラ・インガビレなど主要閣僚と会談を実施するなどした。 |

### ルワンダ要人の訪日
独立以来、ルワンダにとって日本は主要な支援ドナー国であり続けており、2000年から長らくルワンダ大統領を務めているポール・カガメを筆頭に多くのルワンダ要人が訪日を実施している。
| 年月       | ルワンダの要人             | 詳説 |
| ---------- | -------------------------- | --- |
| 2006年6月  | シャルル・ムリガンデ外相   | 麻生太郎と外相会談を実施。 |
| 2006年11月 | ポール・カガメ大統領       | 天皇（当時。令和時代の上皇）への謁見や安倍晋三との首脳会談を実施したほか、国際連合大学において「ルワンダにおける和解と復興」と題する講演会を行った。またインフラ相なども同行していた。             |
| 2008年5月  | ポール・カガメ大統領       | 第4回アフリカ開発会議のため訪日。福田康夫と首脳会談を実施してルワンダへの経済支援について議論。 |
| 2013年6月  | ポール・カガメ大統領       | 第5回アフリカ開発会議のため訪日し、安倍晋三と首脳会談を実施して情勢不安定なコンゴ民主共和国東部の安定化や2010年に実現した在ルワンダ日本大使館の開設についてが話し合われた。                        |
| 2015年3月  | アナスターズ・ムレケジ首相 | 国連防災世界会議のため初訪日し仙台など東日本大震災の被災地を視察したほか、安倍晋三と会談を実施。                                                                                                   |
| 2019年1月  | ポール・カガメ大統領       | 大統領夫人とともに訪日。安倍晋三と首脳会談を実施し、「日・ルワンダ共同声明」を発表した。また「日本ルワンダ・ビジネスフォーラム」にも参加。一方でジャネット大統領夫人は安倍昭恵夫人と懇談会を開催。 |
| 2019年8月  | ポール・カガメ大統領       | 第7回アフリカ開発会議のため訪日。両国の貿易投資関係の強化、日本企業のルワンダ進出、日本が協力することで実現したルワンダ初の人工衛星打ち上げなどについて意見が交わされた。                          |

## 経済交流

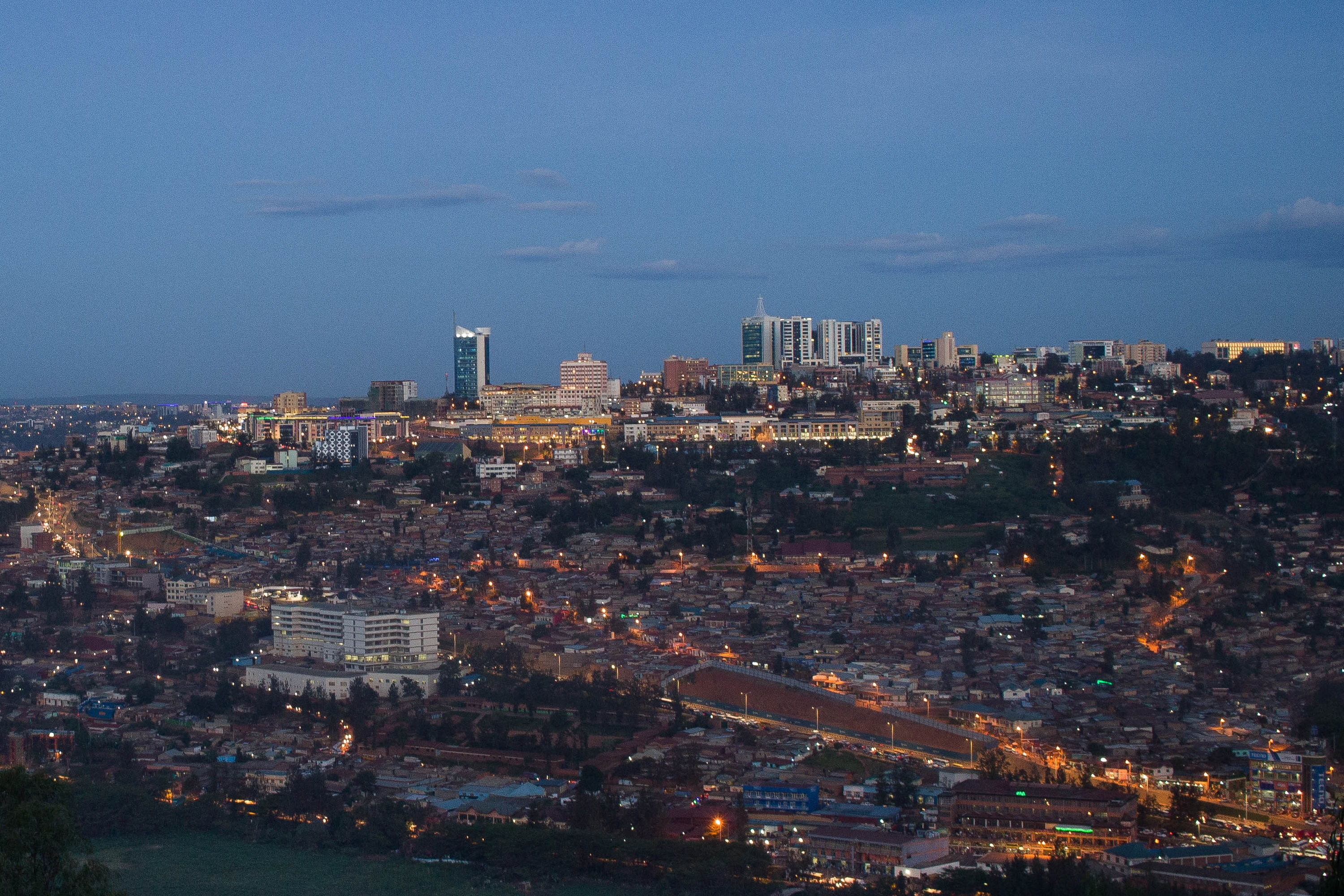
キガリのスカイライン

2020年のルワンダの対日貿易は、輸出額3.1億円、輸入額9.7億円となっている。これは国家間の貿易額としてはやや小さい数字である一方、アフリカの内陸国の中では大きな数字である。主要な輸出品目はコーヒー、非鉄金属など。主要な輸入品目は医薬品や自動車などである。
日本はルワンダにとってアメリカ合衆国やイギリスと並ぶ主要な経済援助国でもある。2018年までの援助実績は有償資金協力192億円、無償資金協力481.48億円、技術協力170.79億円である。近年の主要な援助は以下の通り。
- 「地方給水施設運営維持管理強化プロジェクト(2015年‐2019年)」‐技術協力。地方給水施設の改修・運営・維持。管理のための効果的で持続可能な実施体制・枠組みや国家ガイドライン・マニュアルの整備などを支援[44]。
- 「キガリ市無収水対策強化プロジェクト(2016年‐2020年)」‐技術協力。水衛生公社の無収水削減に係る計画策定能力の向上、職員の基本的知識、技術、技能の習得を支援[45]。
- 「キガリ市上水道改善整備マスタープランプロジェクト(2019年‐2021年)」‐技術協力。キガリおよび周辺7地域を対象に、既存上水施設の分析や水需要予測などを行い、上水道のマスタープランの策定を支援[46]。
- 「教員間の校内相互研鑽強化プロジェクト(2013年‐2015年)」‐技術協力。研修を受講した教員への学校でのフォローアップ活動の導入、現職教員研修の実施・運営管理能力の強化を行い、教員間の研鑽活動活性化と教員の能力強化を図った[47]。
- 「障害を持つ元戦闘員と障害者の社会復帰のための技能訓練及び就労支援プロジェクト(2011年‐2014年)」‐技術協力。元戦闘員と障害を持つ一般市民を対象とする技能訓練と就労支援を実施[48]。
- 「ICTイノベーションエコシステム強化プロジェクト(2017年‐2020年)」‐技術協力。関連省庁や商工会議所などのICTセクター関係者、新たに参入するICT企業、投資家、教育機関等の国内外の多様な関係者が効果的・効率的につながりあい、新規ビジネスを立ち上げるための環境基盤となる「ICTイノベーションエコシステム」の強化支援を実施[49]。
- 「効率的な電力システム開発のための電力公社能力向上プロジェクト(2011年‐2014年)」‐技術協力。キガリを中心とした都市部では配電網が劣化し停電が頻発していた。そのため訓練センターの機能強化、配電網データベースの構築などを支援[50]。
- 「灌漑水管理能力向上プロジェクト(2019年‐2024年)」‐技術協力。対象地域となる南部州および東部州において灌漑施設管理移管の実施手順や、水利組合の支援体制の構築・制度化を図り、灌漑地区の管理能力向上を支援[51]。
- 「小規模農家市場志向型農業プロジェクト(2014年‐2019年)」‐技術協力。市場志向型農業普及パッケージの普及活動を支援[52]。
- 「東部県農業生産向上プロジェクト(2010年‐2013年)」‐技術協力。東部州を対象地域として、水稲生産者組合（低湿地）と園芸作物生産者組合（丘陵地）に所属する農家の栽培技術向上、農民組織運営や水管理能力の向上、農業技術普及者の能力向上を支援[53]。

- 「ルスモ-カヨンザ区間道路改良事業(2016年、68.89億円)」‐円借款事業[54]。タンザニアとの国境に位置する都市ルスモは物流・輸送の面で重要であるが、こことカヨンザを結ぶ区画の幹線道路は老朽化が著しい。そのためルスモ-カヨンザ区間の道路の改修・拡幅を支援し、周辺国と一体となった経済発展に寄与する[55]。
- 「ンゴマ-ラミロ区間道路改良事業(2018年、76.70億円)」‐円借款事業[56]。東部州のンゴマからラミロ区間において未舗装道路を舗装・拡幅することにより、対象地域の効率的輸送ルートの確保および輸送能力の増強を図り、ルワンダ国内と周辺国との物流の活性化に寄与[57]。

- 「キガリ市ンゾベ-ノトラ間送水幹線強化計画(2019年、31.91億円)」‐無償資金協力。キガリを支えるンゾベ浄水場とノトラ配水池間の送水管、ポンプ設備およびノトラ配水池の施設整備[58]。
- 「ルスモ国際橋及び国境手続円滑化施設整備計画(2011年、18.6億円)」‐無償資金協力。タンザニアへの入口になる老朽化したルスモ国際橋の架け替えと、両国の国境手続円滑化のための施設建設を支援[59]。
- 「ルワンダ国営テレビ番組ソフト整備計画(2010年、0.46億円)」‐無償資金協力。国民の学術や情操教育振興に資することを目的とし、日本の良質かつ優良なドキュメンタリーや教育番組ソフトの整備を支援[60]。
- 「ルワマガナ郡灌漑施設改修計画(2010年、0.46億円)」‐無償資金協力。既存の低湿地灌漑施設が老朽化しており、その改修を実施[61]。
- 「ンゴマ郡灌漑開発計画(2014年、15.49億円)」‐無償資金協力。ンゴマ郡において丘陵地灌漑に必要な灌漑用貯水池および灌漑施設の建設と資機材の調達を支援[62]。

また技術分野でも協力があり、ルワンダ初の人工衛星「RWASAT‐1」は東京大学、ルワンダＩＣＴ・イノベーション省、ルワンダ公共事業規制庁（RURA）が共同事業で製作したもので、この打ち上げを担ったのは宇宙航空研究開発機構であった。2019年11月20日、「きぼう」よりRWASAT-1の放出に成功。
21世紀に入りルワンダは「アフリカのシンガポール」になることを目指してICT分野の成長に力を入れ、現在ではアフリカ有数のICT立国となっている。そのことから将来性が高く、日本企業の進出や投資も増加している。

## 文化交流
在ルワンダ日本国大使館が主体となってルワンダにおいて文化事業を実施している。代表的なものは空手道大使杯、日本映画祭などの開催。2018年には、外務大臣表彰を受けたルワンダ空手連盟に対し空手用マットや畳400枚などを供与した。
学術的な交流も増えつつあり、2021年には四天王寺大学がルワンダの家庭との交流プログラムを実施した。

## 外交使節

### 駐日ルワンダ大使
| 代 | 氏名                                     | 在任期間        | 備考                                                                                                  |
| -- | ---------------------------------------- | --------------- | --- |
| 1  | ジャン・クリソストム・ドゥホゥンギレヘ   | 1979年 - 1984年 | 特命全権大使 信任状捧呈は7月16日 初代                                                                 |
| 2  | アロイ・ウイマナ                         | 1984年 - 1987年 | 特命全権大使 信任状捧呈は9月13日                                                                      |
| 3  | ジョゼフ・ニゼイマナ                     | 1987年 - 1989年 | 特命全権大使 信任状捧呈は10月27日                                                                     |
| 4  | イルデフォンス・ムニエシャカ             | 1989年 - 1991年 | 特命全権大使 信任状捧呈は12月7日                                                                      |
|    | ジョゼフ・ニゼイマナ(1992年)以外は未確認 | 1991年 - 1995年 | 臨時代理大使                                                                                          |
| 5  | ゼファ・ムタングハ                       | 1995年 - 1999年 | 特命全権大使 信任状捧呈は6月8日                                                                       |
| 6  | アタナセ・セムフング                     | 1999年 - 2000年 | 特命全権大使 信任状捧呈は9月6日                                                                       |
|    | (駐日大使館なし)                         | 2000年 - 2002年 | |
| 7  | ヴァラン・ムニャバギシャ                 | 2002年 - 2005年 | 特命全権大使 信任状捧呈は1月31日 中国常駐                                                             |
|    | ミッシェル・マクザ                       | 2005年          | 臨時代理大使                                                                                          |
| 8  | エミール・ルワマシラボ                   | 2005年 - 2009年 | 特命全権大使 信任状捧呈は4月1日                                                                       |
|    | ミッシェル・マクザ                       | 2009年          | 臨時代理大使                                                                                          |
| 9  | アントワーヌ・ムニャカジ＝ジュル         | 2009年 - 2011年 | 特命全権大使 信任状捧呈は10月19日                                                                     |
|    | ベネディクト・シミイマナ                 | 2011年          | 臨時代理大使                                                                                          |
| 10 | シャルル・ムリガンデ                     | 2011年 - 2015年 | 特命全権大使 信任状捧呈は10月4日 元ルワンダ外相。中根一幸外務大臣政務官や城内実外務副大臣に表敬を実施 |
|    | ベネディクト・シミイマナ                 | 2015年          | 臨時代理大使                                                                                          |
|    | エリック・ルバイタ                       | 2015年          | 臨時代理大使                                                                                          |
| 11 | ヴェネティア・セブダンディ               | 2015年 - 2020年 | 特命全権大使 信任状捧呈は10月19日                                                                     |
|    | エリック・ルバイタ                       | 2020年          | 臨時代理大使                                                                                          |
| 12 | ルワムキョ・アーネスト                   | 2020年 - 2023年 | 特命全権大使 信任状捧呈は6月24日                                                                      |
|    | ボニー・ムセファノ                       | 2023年 - 2024年 | 臨時代理大使                                                                                          |
| 13 | ムカシネ・マリー・クレール               | 2024年 -        | 特命全権大使 信任状捧呈は6月24日                                                                      |

### 駐日ルワンダ大使館
- 住所：東京都世田谷区深沢一丁目17-17
- アクセス：東急電鉄・東横線都立大学駅もしくは東急電鉄・東横線および大井町線自由が丘駅、東急電鉄・大井町線九品仏駅から徒歩20分

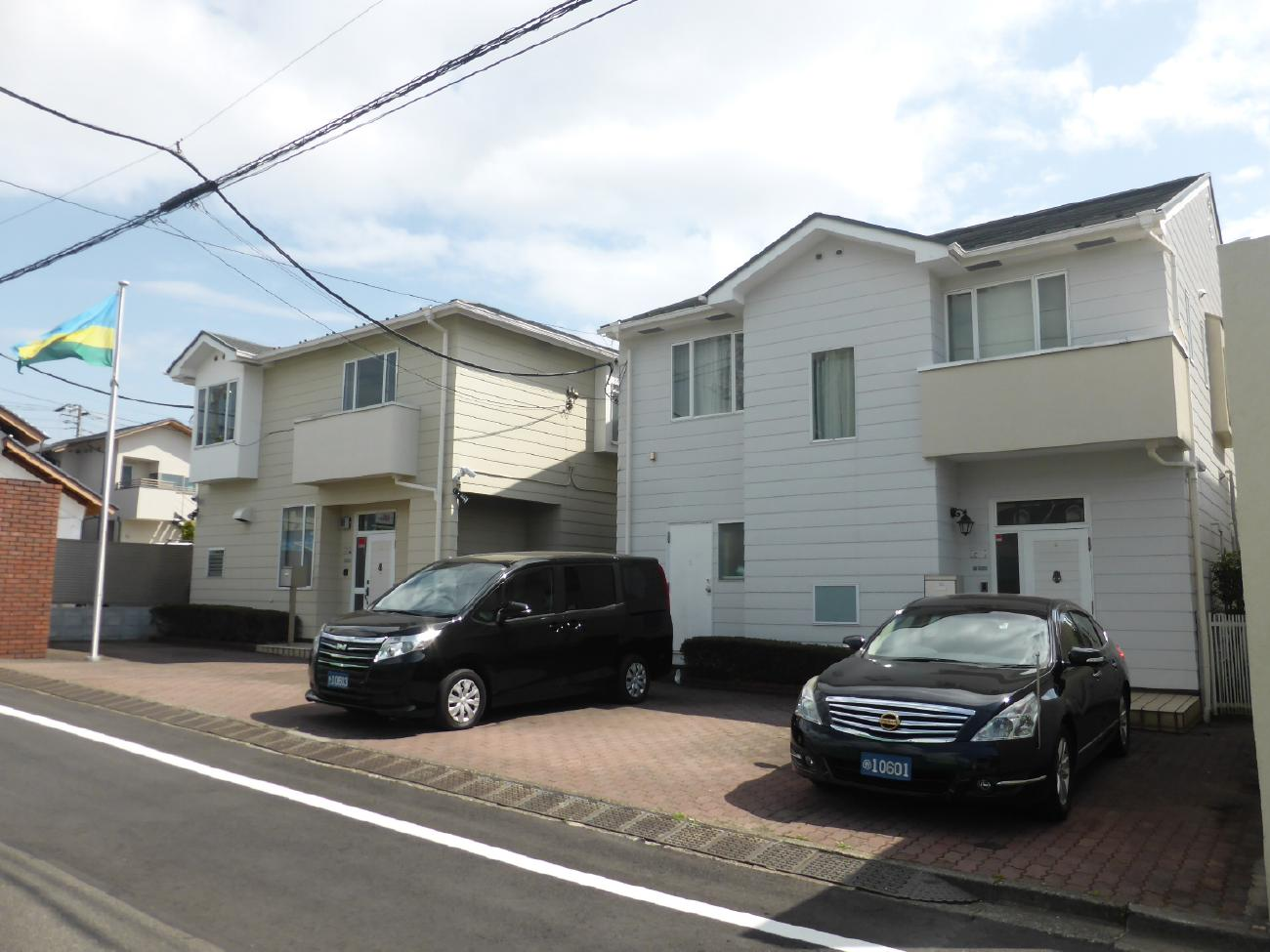
ルワンダ大使館全景
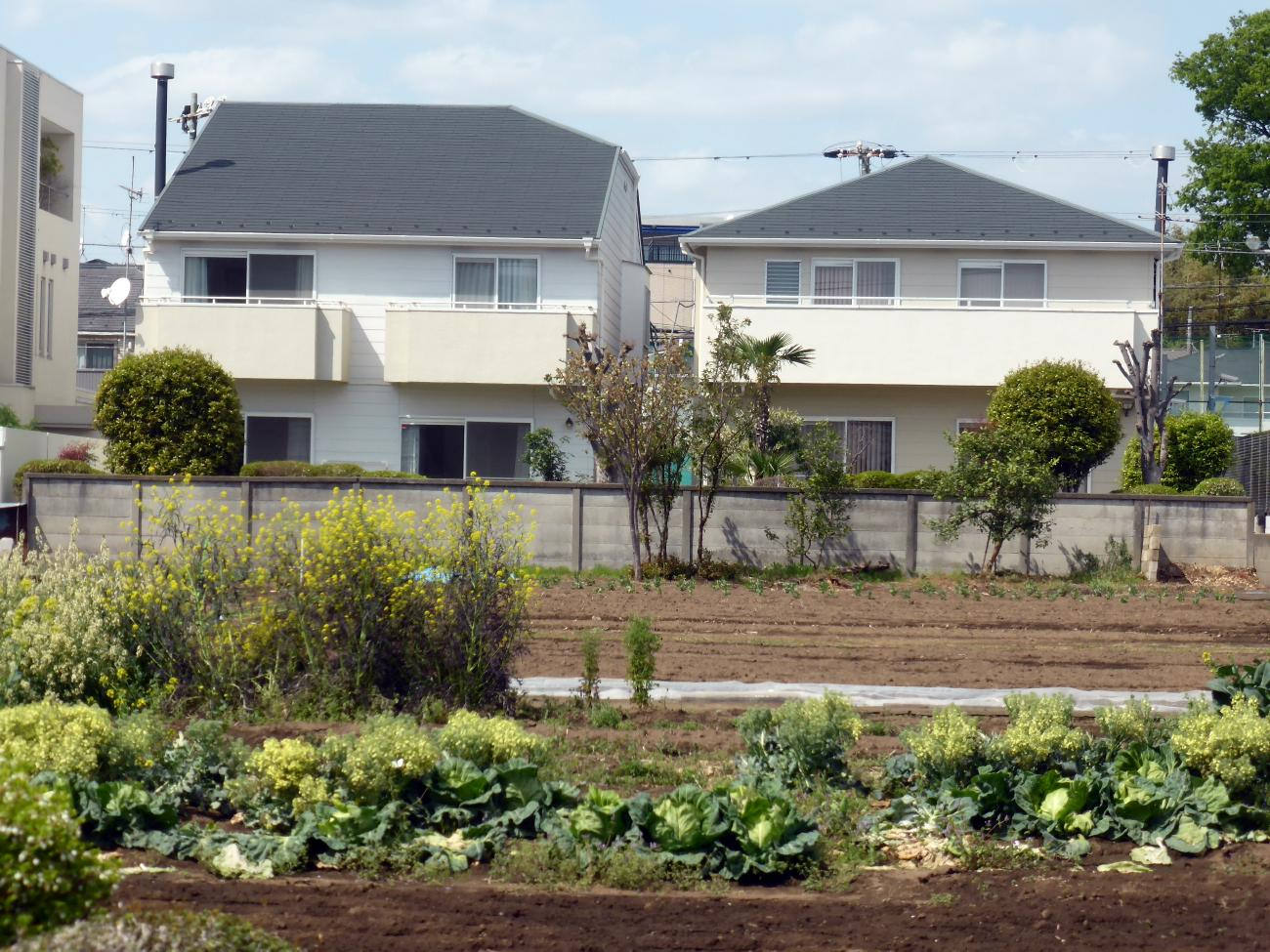
ルワンダ大使館背面